# Aurach (Rednitz)
Aurach – rzeka w Bawarii, lewy dopływ Rednitz. 